# Tightly Unwound
Tightly Unwound, werktitel The Dawn Raids, is een studio-muziekalbum van The Pineapple Thief (TPT). Eerdere muziekalbums van TPT werden uitgebracht door Cyclops Records. De band kon op voorspraak van Steven Wilson (hij had het album Little man beluisterd) overstappen naar Kscope; het label waar sommige albums van Wilson op verschijnen/verschenen. Alhoewel nergens in het boekwerkje over Wilson wordt gerept, is de muziek van TPT een behoorlijke stap dichter bij de muziek van Wilson en zijn band Porcupine Tree gekomen. Dit komt vooral tot uiting in het gitaar- en toetsenwerk. Met name in de epiloog van de laatste track is de gelijkenis met Porcupine Tree treffend. Het album is opgenomen in Yeovil, Somerset, The Dining Rooms.

## Musici
- Bruce Soord – zang, gitaar en toetsen;
- John Sykes – basgitaar;
- Keith Harrison – slagwerk;
- Steve Kitch – toetsen

## Muziek
Allen van Soord:

| Nr. | Titel                 | Duur  |
| --- | --------------------- | ----- |
| 1.  | My debt to you        | 5:21  |
| 2.  | Shoot first           | 4:13  |
| 3.  | Sinners               | 4:52  |
| 4.  | Tightly unwound       | 6:35  |
| 5.  | The sorry state       | 4:11  |
| 6.  | The bleeding hand     | 4:20  |
| 7.  | Different world       | 10:44 |
| 8.  | And so say all of you | 4:06  |
| 9.  | Too much to lose      | 15:12 |

## Opmerkingen
- Op promotieexemplaren staan de tracks in een andere volgorde; tracks (4) en (5) zijn gewisseld;
- Er is een single van Shoot first uitgegeven, waarschijnlijk alleen als download.